# Khatuna Lorig
Khatuna Lorig (nascida Khatuna Kvrivishvili: Tbilisi, 1 de janeiro de 1974) é uma arqueira georgiana, naturalizada estadunidense, medalhista olímpica.

## Carreira
Khatuna Lorig disputou Jogos Olímpicos de 1992 a 2012 (exceto 2004), em 1992 pelo CEI, em 1996 e 2000 pela Geórgia e 2008 e 2012 pelos Estados Unidos, ganhando a medalha de bronze por equipes em Seul, pelo CEI. Ela ainda competiu desde 1990 a 1992 pela União Soviética, chegando a competir por quatro nações diferentes.